# Andrea Büchler

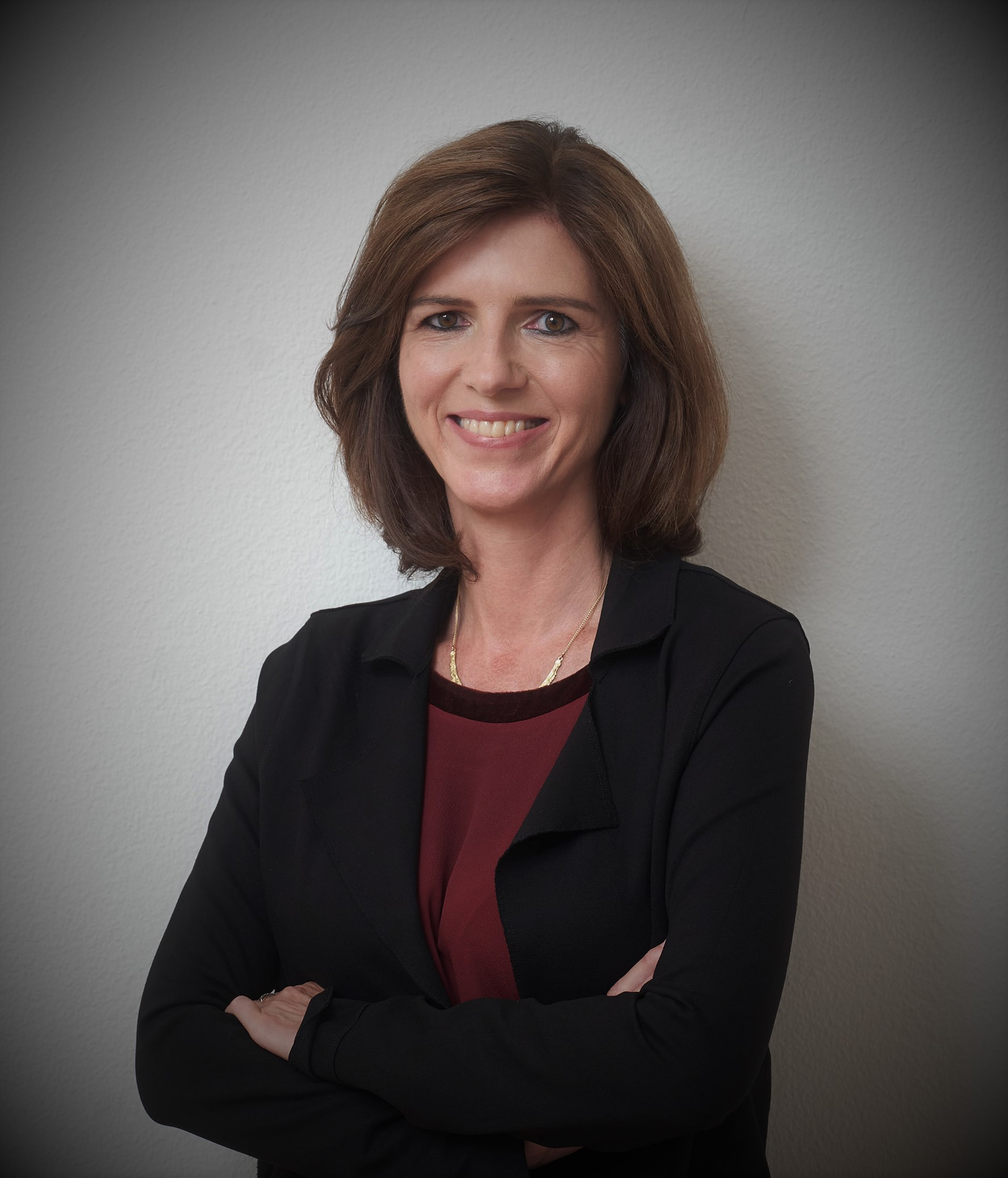
Andrea Büchler (2020)

Andrea Büchler (* 26. November 1968 in St. Gallen; heimatberechtigt in Schwellbrunn) ist eine Schweizer Rechtswissenschaftlerin. Sie ist seit 2002 Inhaberin des Lehrstuhls für Privatrecht und Rechtsvergleichung an der Rechtswissenschaftlichen Fakultät der Universität Zürich.

## Biografie
Büchler schloss 1987 mit der Matura Typus D in Locarno das Gymnasium ab. Zwischen 1987 und 1990 war sie an Privatschulen in Zentralamerika, Nepal, Thailand und Hongkong als Lehrerin tätig. Von 1990 bis 1995 studierte sie Rechtswissenschaft an der Universität Basel und schloss mit dem Lizenziat ab. 1998 wurde sie ebenda mit der Bewertung summa cum laude promoviert und mit dem Fakultätspreis ausgezeichnet. 2002 wurde sie habilitiert.
Büchler rückte 1995 als Abgeordnete der Frauenliste Basel (FraB) in den Grossen Rat des Kantons Basel-Stadt nach und wurde 1996 und 2000 (auf der Liste BastA, Frauenliste, Grüne) bestätigt. 2002 trat sie zurück. Sie war anfangs Fraktionspräsidentin der Frauenliste. Sie war Mitglied mehrerer Parlamentskommissionen und Präsidentin der Spezialkommission Integrationsleitbild. Von 1997 bis 2001 war sie auch Mitglied des Bankrats der Basler Kantonalbank. 1999 kandidierte sie erfolglos für einen Sitz im Nationalrat.
Seit 2002 ist Andrea Büchler Inhaberin des Lehrstuhls für Privatrecht und Rechtsvergleichung an der Universität Zürich. Von 2003 bis 2007 war sie Co-Direktorin des Kompetenzzentrums Gender Studies der Universität Zürich. Von 2004 bis 2007 war sie Co-Leiterin des interdisziplinären Projekts «Children and Divorce – Current Legal Practices and their Impact on Family Transitions» im Rahmen des Forschungsprogramms NFP 52 des Schweizerischen Nationalfonds «Kinder, Jugend und Generationenbeziehungen im gesellschaftlichen Wandel». Seit 2005 ist Andrea Büchler Mitglied des Steering Committee der Law Summer School in Kairo und auch für die Planung und Durchführung vor Ort verantwortlich. Von 2008 bis 2010 war sie Co-Leiterin des Universitären Forschungsschwerpunkts «Asien und Europa»; seit 2009 ist sie Direktorin des Center for Islamic and Middle Eastern Legal Studies der Universität Zürich. Seit 2007 hat sie zusammen mit Alexandra Rumo-Jungo die wissenschaftliche Leitung der Ausbildung «Fachanwalt Familienrecht» inne.
Andrea Büchler war Fellow am Wissenschaftskolleg zu Berlin (2008/2009), am The Straus Institute for the Advanced Study of Law & Justice der New York University (2011/2012), Gastprofessorin an der Boalt Hall Law School der University of California, Berkeley, sowie an der Universität Wien, und sie war Fellow des Collegium Helveticum ETH/UZH (2009–2016). Seit 2016 ist sie Präsidentin der Nationalen Ethikkommission im Bereich der Humanmedizin (NEK).
Andrea Büchler ist zusammen mit Barbara Bleisch Autorin des im Jahr 2020 beim Carl Hanser Verlag erschienenen Buches «Kinder wollen. Über Autonomie und Verantwortung».
Büchler hat zwei Töchter (1990 und 2011).

## Auszeichnungen
- 2020: Ehrendoktorat der Universität Wien[13]